# Ангелікі Панайотату
Ангелікі Панайотату (грец. Αγγελική Παναγιωτάτου; 1875 або 1878—1954) — грецька лікарка і мікробіологиня. Вона була першою жінкою-лікарем у сучасній Греції, яка закінчила університет у Греції (попередниця Марія Калапотакес здобула кваліфікацію за кордоном).

## Життя
Панайотату народилася у Греції. Вона та її сестра Олександра були першими двома студентками, яких 1893 року прийняли у Афінський університет на медичний факультет, після того як вони довели, що в Греції не існує офіційного закону, який забороняв би жінкам відвідувати університет. У 1897 році вона стала першою жінкою, яка закінчила медичну школу в Афінах.
Після завершення навчання у Німеччині, Панайотату повернулася до Афінського університету як викладач: була першою жінкою-лектором у лабораторії гігієни в Афінській медичній школі.
Студенти протестували і відмовилися відвідувати її заняття, оскільки вона була жінкою, тому Панайотату була змушена звільнитися. Вона переїхала до Єгипту, де стала професором мікробіології в Каїрському університеті, спеціалізуючись на тропічних захворюваннях, а також працювала директором Олександрійської загальної лікарні. У 1938 році повернувшись до Греції, вона була призначена професором медичної школи Афінського університету. Панайотату стала першою заступницею професора гігієни та тропічної медицини в Греції, у 1947 році — почесною професоркою Афінської медичної школи, а в 1950 році вона стала першою жінкою–членом Афінської академії.